# 戦国乙女〜桃色パラドックス〜
『戦国乙女〜桃色パラドックス〜』（せんごくおとめ ももいろパラドックス）は、2011年放送のテレビアニメである。

## 概要
平和から発売されたパチンコ機『CR戦国乙女』のキャラクターをベースにしたオリジナル作品である。また、声優もパチンコ版から総入れ替えになっている。
次回予告は「戦国乙女的予告」と題し、日高里菜（日出佳乃）と平田裕香（伊達先生）が実写で登場している。
なお、平和がスポンサーに付いているが、東日本大震災（東北地方太平洋沖地震）の影響から第6話までは同社のCMを自粛し、ACジャパンのCMに差し替えていた。

## あらすじ
現代の女子中学生、日出佳乃（通称「ヒデヨシ」）は試験前の神頼みに神社へ向かうが、そこで見かけた不思議な光によって女性しかいない戦国時代に似た時代の世界へと飛ばされてしまう。天下統一を目指す女武将、織田ノブナガと出会ったヒデヨシは全部集めると天下統一の夢が叶うという「伝説の深紅の甲冑」集めの手伝いをすることに。その中でヒデヨシは様々な戦国武将と出会っていく。

## 登場人物

### 現実世界の住人
パチンコ版と設定が大きく異なり、戦闘能力は皆無。／の後ろの名前は、現実世界での呼び名である。戦国乙女〜ラジオパラドックス〜や次回予告も、この2人によって行われている。
豊臣 ヒデヨシ / 日出 佳乃（ひで よしの）
声 - 日高里菜
本作品の主人公。やんちゃで子供っぽく、天真爛漫かつ好奇心旺盛な女子中学生。戦国乙女の世界に飛ばされてしまい、ノブナガに拾われ行動を共にすることになる。敬語は全く使わず、ノブナガのことは「おやかた（御館→親方？）」、ミツヒデなど現実世界の友人に似た人物はそのあだ名で呼んでいる。歴史が苦手で、女子中学生らしく携帯電話を命より大切にしている。オシャレにこだわる面もあり、与えられた部屋の内装を着物でコーディネートするほど。また、お菓子には目が無い。
最終回で現実世界へ戻った。
伊達 マサムネ / 伊達先生
声 - 平田裕香
ノブナガの「伝説の真紅の甲冑」探しに協力しつつ、一方で素性を伏せつつヒデヨシ達を影からフォローしている。手段を選ばない一面も持ちあわせる。ちなみに、眼帯は変装のためらしく右目は潰れていない。
実は佳乃（ヒデヨシ）同様に戦国乙女の世界の世界へやってきたヒデヨシの担任（伊達先生）であり、ヒデヨシが戦国乙女の世界へやってきた原因を作った人物でもある。伊達政宗の子孫であり、親からも伊達家の為に生きるよう強く諭されている。
未来よりやってきた彼女の子孫から「伝説の真紅の甲冑」の事を知り、伊達家の再興（正確には過去の伊達家をより隆盛させる）を目論み、過去へ飛ぼうとしていた。しかし、ヒデヨシが偶然入ったことで過去ではなくパラレルワールドに飛ばされてしまう。
後にこの世界にも「伝説の真紅の甲冑」があることを知り、密かに奪い取ろうと暗躍。ノブナガを唆し、ミツヒデに本能寺の変を起こさせ甲冑を奪ったものの、すぐさまイエヤスに奪われた。その後、ノブナガ達とイエヤスの戦いを見届けた後でガレキの中を捜索し、再び甲冑を手に入れる。無気力な現代社会を根底から変えるとして甲冑の力を使おうとするが、ノブナガにその覚悟の程を問われ動揺。ヒデヨシ達からも諭され、野望を捨てた。
最終回でヒデヨシと共に現実世界へ戻った。

### 織田勢
織田 ノブナガ
声 - 豊口めぐみ
本編のもう一人の主人公。尾張の武将。すべて揃えれば天下統一できるといわれる「伝説の真紅の甲冑」を集め、天下統一を狙う。既成概念にとらわれない大胆不敵な性格。たばこは吸わないが、幼少のころに祖母・織田ノブサダから与えられたキセルを常に持ち歩いている。
新しいもの好きで、異国人の（と思いこんでいる）ヒデヨシを城に住まわせている。普段は冷静で判断力に長けるが、怪談を笑い話にしてしまうなど、どこかぬけている面もある。また、他人の言葉の代弁や、演技をするシーンではやたらと棒読みになる。
幼い頃にノブサダから覇道について諭されていたが、その意味を解せず力による天下統一を目論んでいた。後にヒデヨシと出会い、彼女と話した事でノブサダの言葉の真意を理解し、考え方を改めた。
領民を大切にする、天下統一へ人一倍の執着をみせるなど、性格や行動は史実の信長に近い。
明智 ミツヒデ
声 - 喜多村英梨
ノブナガの家臣であり、ノブナガに心酔するが故に彼女に可愛がられているヒデヨシが気に入らず常に嫉妬心を抱いている。ヒデヨシからは、現実世界の彼女似の友人と同じ「あけりん」と呼ばれている。怖いものが大の苦手。
西国への旅の途中、ノブナガがヒデヨシに口移しで薬を飲ませる所を目撃。恋愛関係だと勘違いし、更にモトナリ達の揺さぶりによりノブナガへの信頼に疑問を抱く。そしてマサムネの誘いに乗って本能寺に火を放ち、ノブナガと心中を図ろうとするも、ヒデヨシの説得とノブナガの本心を聞いて和解、それ以降はヒデヨシを恨むこともなくなったが、今度はイエヤスがノブナガに惚れてしまい気が休まることはないようである。
シロ
声 - 佐々木望
安土城に住み着く雄犬。三日月の兜を着けている。
二足歩行で歩き、人の言葉を話せるが、ヒデヨシ以外の前では普通の犬のように振る舞う。ノブナガらの住む世界とヒデヨシの住む世界の両方の事柄をよく知っている。また、時折スケベな面を見せることも。
最終回では現代の世界にやってきていた。なお、彼が「実はな…」とヒデヨシに耳打ちするシーンで物語が終わっているため、作中で素性が明かされることはなかった。

### 今川勢
今川 ヨシモト
声 - 持月玲依
真紅の甲冑を持つ武将の一人。いわゆるお嬢様気質で、のほほんとしている一方でプライドは高い。また、勝負では正々堂々を好む。イエヤスを妹の様に可愛がっており、イエヤスが反逆してからも彼女の身を案じていたが、決して優遇はせず、イエヤスが卑怯な手段で有利に立とうとしたときは、先述の潔さを良しとする性分から、彼女の知らないところで、その卑怯な手段を排除していた。
特に天下統一には興味が無い様子だったが、ノブナガの挑発に乗って桶狭間近郊でレクリエーション勝負をする事になる。
文学好きの面も強調されており、「百合物語」という自作小説を書いたことも。
徳川 イエヤス
声 - 明坂聡美
ヨシモトの元におり、「イエヤスちゃん」と呼ばれている。また、ヒデヨシからはミツヒデと同様の理由から「とくにゃん」と呼ばれている。服部ハンゾウを側近に持つ。妖術使いであり、度々巫女のような格好をしている。自身の本来の目的のための行動を本格化し始めた頃から何も言わずにヨシモトの元を去った。
表向きはヨシモトに忠実に仕えている素振りを見せるが、内面は非常に腹黒く、陰ではヨシモトを「年増」呼ばわりしている。甲冑を賭けたノブナガ勢との勝負でも不正を働いたり、ノブナガに甲冑を集めさせ、すべて集まったら横取りしようと企むなど、手段も選ばない。
自身が天下人として頂点に立つべく、マサムネが苦心して盗んだ甲冑をあっさり横取りした。その後、安土城に攻め込み、そこに保管されていた「真紅の甲冑」を全て手に入れる。妖術によって甲冑の力を発動させ、自ら「真紅の甲冑」を装備し絶大な力を手に入れるなど、本作の黒幕の顔を見せ、ノブナガ達の打倒と天下統一を目指す。また、甲冑の影響で腹黒い裏の顔が前面に押し出されている。
甲冑により増幅した魔力で安土近郊を焦土にするほどの力を振るうが、ミツヒデ達の連携で次第に苦戦を強いられ、ノブナガの一撃で撃破される。だが、ノブナガの意思で命は取られなかった。その後は、皆に迷惑をかけたことを謝り、敵対していたノブナガに対して「お姉様」と呼び、彼女に惚れるようになる。
服部 ハンゾウ
声 - 渡辺明乃
パチンコ版には登場しない、アニメのオリジナルキャラクター。
イエヤスに仕えている紺の装束姿の忍者。イエヤスの指示で裏工作を企てるが、いつも失敗しているためイエヤスからの扱いはかなりぞんざい。顔は頭巾とビン底眼鏡で覆われており、普段は眼鏡の下の顔は描かれない。
後に同じ姿の「ハンゾウ」が何十人も存在する事が判明した。しかし、こちらも全員ドジである。
イエヤスの目的を達成させるために、様々な工作をしている。

### 東国の勢力
武田 シンゲン
声 - 國立幸
真紅の甲冑を持つ武将の一人。情熱的な性格で食欲旺盛。ケンシンをライバル視している。また劇中の台詞から年長である様子。ケンシンとの決闘がほとんど日課となっている。
ノブナガに「真紅の甲冑」を渡すよう要請されたが、これを拒否。後にケンシンとの戦いに乱入してきたノブナガを迎え撃つが敗れる。しかし、ケンシンの助命により命は救われ、負けた代償として甲冑をノブナガに渡した。その後はノブナガとも良好な関係を結んでいるようで、度々狩りや祭りに招かれており、イエヤスとの最終決戦にも参戦した。
上杉 ケンシン
声 - 伊瀬茉莉也
真紅の甲冑を持つ武将の一人。シンゲンとライバル関係で戦闘をはじめ何かと対抗意識を燃やす。また、完璧主義者でもある。CR版ではもっとも身長の高い設定であったが劇中ではやや小柄に描かれている。シンゲン同様、シンゲンとの決闘がほとんど日課となっている。
シンゲンと同じく、ノブナガからの「真紅の甲冑」引き渡しを拒否。後にシンゲンとの戦いに乱入してきたノブナガに対し、自分以外にシンゲンを倒されたくないとして代わりに自らの命を差し出す。ノブナガに許されてからはたびたびシンゲンと共にノブナガに招かれ、最終決戦でもノブナガと共に戦った。
なお、原作や漫画版ではミニスカートをはいているが、今作では袴をはいたデザインに変更されている。

### 西国の勢力
3人とも元ネタとなった武将と同じ出身地の声優が演じており、それぞれがネイティブな方言で喋るという演出になっている。
毛利 モトナリ
声 - 松来未祐
真紅の甲冑を持つ武将の一人。左手に「三魂爪（みこんそう）」というカギ爪を備えている。物静かで物憂げな性格。広島弁で喋る。
西国三人衆のボス的存在で策士。三魂爪により相手の心を読み取ることが出来る。
西国にやってきたノブナガ達を狙うが、小舟の上で自己紹介しているうちに一撃で沈められてしまう。後に逃亡し、三魂爪でミツヒデのノブナガに対する不信を見抜き、そこを突く作戦を企てる。しびれ薬でノブナガの自由を奪ってから攻勢に出るも、気力で持ち直したノブナガに倒された。後に、イエヤスとの最終決戦にも参戦した。
長宗我部 モトチカ
声 - 沖佳苗
真紅の甲冑を持つ武将の一人。お祭り好き、活発で体育会系な性格。しっかりしてそうに見えるがおっちょこちょいな一面も。武器は大斧。土佐弁で喋る。
モトナリ同様ノブナガに一度倒され、囚われる。脱走後の再戦ではモトナリの作戦に従い、ミツヒデへの精神攻撃で優位に立つが、自分たちの仕掛けたトラップを利用され、ミツヒデの心理戦の前に敗れた。モトナリと同じくイエヤスとの最終決戦にも登場した。
大友 ソウリン
声 - 野中藍
真紅の甲冑を持つ武将の一人。新しいもの好きなシスター風の格好をしたキリシタン大名。清楚でおしとやかな性格だが、西洋かぶれなロマンチスト。自身の身の丈ほどある大砲の「弩・佛狼機砲（ドン・フランキー砲）」を手に持つと性格と口調が変わり、辺り構わず撃ちまくる。九州弁で喋る。
モトナリらと共にノブナガに敗れ、ヒデヨシからくすぐりの刑を受ける。再戦ではモトチカと共にミツヒデを追い詰めるが、トラップに引っかかった挙句、自身の「弩・佛狼機砲」でトドメをさされた。その後、イエヤスとの最終決戦に参戦し、砲撃でイエヤスを追い詰める活躍をみせた。

## スタッフ
- 原作 - （株）平和（CR戦国乙女より）
- 監督 - 岡本英樹
- シリーズ構成 - 待田堂子
- キャラクターデザイン原案 - 白組
- アニメキャラクターデザイン・総作画監督 - 山川宏治
- エフェクト作画監督 - 加藤洋人
- プロップデザイン - 嶋田俊彦、小松香苗
- 美術監督 - 坂本信人
- 美術設定 - 坂本竜
- 色彩設計 - 池田ひとみ
- 編集 - 廣瀬清志
- 撮影監督 - 関谷能弘
- 音響監督 - 今泉雄一
- 音楽 - 瀬川英史
- 音楽制作 - ポニーキャニオン
- 音楽プロデューサー - 関澤新二
- プロデューサー - 二階堂勝、浄園祐、木下哲哉、大野亮介
- アニメーション制作 - トムス・エンタテインメント
- 製作 - 天下統一くらぶ

## 主題歌
オープニングテーマ「陽炎-kagerou-」
作詞・作曲 - 大隅知宇 / 編曲 - pOlOn、大隅知宇 / 歌 - 天下取り隊
エンディングテーマ
「熱き矢の如く」（第1話 - 第9話、第11話、第12話）
作詞 - 齋藤恵 / 作曲 - 大隅知宇 / 編曲 - 横山克 / 歌 - 天下取り隊
「熱き矢の如く〜心中乙女バージョン〜」（第10話）
作詞 - 齋藤恵 / 作曲 - 大隅知宇 / 編曲 - 横山克 / 歌 - 明智ミツヒデ（喜多村英梨）
「あしたへ」（第13話）
作詞 - あべさとえ / 作曲・編曲 - 上杉洋史 / 歌 - 日出佳乃（日高里菜）

挿入歌「夢見る自由」（第2話）
作詞 - 田形美喜子 / 作曲・編曲 - 大隅知宇 / 歌 - 元気付け隊(ENA)
劇伴「戦国乙女 音絵巻」に収録。

## 各話リスト
| 話数   | サブタイトル | 脚本     | 絵コンテ                         | 演出              | 作画監督                                                                                 |
| ------ | ------------ | -------- | -------------------------------- | ----------------- | ---------------------------------------------------------------------------------------- |
| 第1話  | 転送乙女     | 待田堂子 | 岡本英樹                         | 美甘義人          | 藤崎賢二、山田真也 加藤洋人（アクション）、依田正彦（レイアウト）                        |
| 第2話  | 困惑乙女     | 待田堂子 | 佐藤雄助                         | 殿勝秀樹          | 吉田隆彦、関口雅浩（レイアウト） 半澤淳・小野田将人（レイアウト） 小丸敏之（レイアウト） |
| 第3話  | 天空乙女     | 木村暢   | こでらかつゆき                   | 小高義規          | 古川博之                                                                                 |
| 第4話  | 対決乙女     | 森田繁   | 岡本英樹                         | 小田切警視        | 八尋裕子、加藤洋人（アクション）                                                         |
| 第5話  | 怪談乙女     | 田村竜   | 畑博之                           | 畑博之            | 平牧大輔                                                                                 |
| 第6話  | 想出乙女     | 待田堂子 | 桃瀬まりも                       | 守田芸成          | 石原恵、加藤洋人（アクション）                                                           |
| 第7話  | 演劇乙女     | 田村竜   | こでらかつゆき                   | 中智仁            | 小丸敏之                                                                                 |
| 第8話  | 微熱乙女     | 森田繁   | 弥佐吉                           | 殿勝秀樹          | 山形孝二、羽坂英則                                                                       |
| 第9話  | 西国乙女     | 木村暢   | 殿勝秀樹                         | 小野葉塚之人      | 八尋裕子、加藤洋人（アクション）                                                         |
| 第10話 | 心中乙女     | 木村暢   | 佐藤雄助                         | 佐藤雄助          | 小林利充、羽坂英則、山田真也                                                             |
| 第11話 | 強奪乙女     | 田村竜   | こでらかつゆき やまむら∞しちょう | 小高義規 斉藤啓也 | 小丸敏之、宮暁秀                                                                         |
| 第12話 | 戦国乙女     | 森田繁   | 岩永彰                           | 吉田俊司          | 山中純子、小林利充、関口雅浩 山田真也、加藤洋人（アクション）                            |
| 第13話 | 陽光乙女     | 待田堂子 | 岡本英樹                         | 岡本英樹 殿勝秀樹 | 山形孝二、依田正彦（レイアウト） 加藤洋人（エフェクト）、嶋田俊彦（プロップ）            |

## 放送局
| 放送地域       | 放送局             | 放送期間               | 放送日時                     | 放送系列       | 備考             |
| -------------- | ------------------ | ---------------------- | ---------------------------- | -------------- | ---------------- |
| 関東広域圏     | テレビ東京         | 2011年4月5日 - 6月28日 | 火曜 2:00 - 2:30（月曜深夜） | テレビ東京系列 |                  |
| 北海道         | テレビ北海道       | 2011年4月6日 - 6月29日 | 水曜 2:00 - 2:30（火曜深夜） | テレビ東京系列 |                  |
| 岡山県・香川県 | テレビせとうち     | 2011年4月6日 - 6月29日 | 水曜 2:03 - 2:33（火曜深夜） | テレビ東京系列 |                  |
| 福岡県         | TVQ九州放送        | 2011年4月6日 - 6月29日 | 水曜 2:58 - 3:28（火曜深夜） | テレビ東京系列 |                  |
| 愛知県         | テレビ愛知         | 2011年4月8日 - 7月1日  | 金曜 3:00 - 3:30（木曜深夜） | テレビ東京系列 |                  |
| 日本全域       | AT-X               | 2011年4月9日 - 7月2日  | 土曜 8:30 - 9:00             | CS放送         | リピート放送あり |
| 大阪府         | テレビ大阪         | 2011年4月10日 - 7月3日 | 日曜 2:55 - 3:25（土曜深夜） | テレビ東京系列 |                  |
| 日本全域       | ニコニコチャンネル | 2011年4月11日 - 7月4日 | 月曜 12:00 更新              | ネット配信     | [ 3 ]            |

2014年10月からKBS京都でも放送された。

## インターネットラジオ

### 概要
- タイトル：戦国乙女〜ラジオパラドックス〜
- 配信期間：2011年4月5日 - 2011年9月20日（隔週火曜日配信）（全13回）
- 配信サイト：音泉

### パーソナリティ
- 日高里菜（豊臣ヒデヨシ 役）
- 平田裕香（伊達マサムネ 役）

### ゲスト
- 第3回：豊口めぐみ
- 第4回：天下取り隊[メンバー 1]
- 第7回：持月玲依
- 第8回：喜多村英梨
- 第10回：明坂聡美
- 第11回：伊瀬茉莉也
- 第12回：國立幸

特別ゲスト
- 佐々木望

### ラジオCD
- ラジオCD「戦国乙女〜ラジオパラドックス〜」（2011年10月28日、発売元・販売元：タブリエ・コミュニケーションズ）
  - 収録内容
    - DISC1（オーディオCD）：新規録りおろしラジオを収録。
    - DISC2（データCD）：ラジオ全13回までをMP3にて収録。

### ユニットメンバー
1. 1 2 3  明坂聡美、伊瀬茉莉也、國立幸、持月玲依